# Tyquan Lewis
Tyquan Lewis (Tarboro, 30 gennaio 1995) è un giocatore di football americano statunitense che milita nel ruolo di defensive end per gli Indianapolis Colts della National Football League (NFL). Fu scelto nel corso del 2º giro (64º assoluto) del Draft NFL 2018 dai Colts. Al college ha giocato a football per Ohio State.

## Carriera universitaria
Lewis frequentò l'Università statale dell'Ohio e giocò per gli Ohio State Buckeyes dal 2014 al 2017. Nella sua prima stagione, da freshman redshirt, Lewis partecipò in tutte le partite giocando in difesa o nello special team. A fine stagione totalizzò nove tackle.
Nella stagione 2015, come sophomore, Lewis guidò la squadra in sack (8) e finì secondo dopo il compagno di squadra Joey Bosa per placcaggi con perdita di yard (14). Egli aiutò la squadra a vincere l'ottavo titolo nazionale, e venne nominato come menzione onorevole alla prima formazione ideale All-Big 10 del 2015.
Nella stagione 2016, come junior, Lewis continuò ad essere uno dei giocatori fondamentali della squadra; totalizzò 7,5 placcaggi in stagione, assicurò la vittoria alla propria squadra contro Wisconsin, venne nominato capitano e vinse numerosi riconoscimenti per il suo comportamento fuori dal campo. Venne nominato nella prima formazione ideale All-Big Ten 2016 e nominato "Defensive lineman dell'anno della Big Ten Conference". Nel gennaio del 2017, Lewis annunciò che non avrebbe partecipato al Draft NFL 2017 e che sarebbe tornato a OSU per la sua ultima stagione, come senior.
Nella stagione 2017, Lewis fece registrare 6,5 placcaggi con perdita di yard e cinque sack. Ciò gli permise di essere nominato nella prima formazione ideale All-Big 10 del 2017. Terminò la sua carriera universitaria totalizzando 55 presenze (36 da titolare), 122 placcaggi (53 singoli), 36,5 placcaggi con perdita di yard, 23,5 sack e cinque fumble forzati.

## Carriera professionistica
Lewis fu scelto nel corso del 2º giro (64º assoluto) del Draft NFL 2018 dagli Indianapolis Colts. I Colts scambiarono la loro scelta nel 3º e 6º giro (67ª e 178ª assolute) ai Cleveland Browns e selezionarono Lewis con la scelta che ricevettero da questi ultimi.
L'11 maggio 2018, Lewis firmò un contratto quadriennale del valore di 4,36 milioni di dollari con i Colts. Il 3 settembre 2018 venne segnato nella lista degli infortunati a causa di un infortunio al dito del piede. Il 9 novembre 2018 venne promosso alla prima squadra. Terminò la stagione 2018 con otto presenze (di cui sei da titolare), 13 tackle totali (9 solitari e 4 assistiti), due sack e un passaggio difeso.